# Église Sainte-Victoire d'Aggius
L'église Sainte-Victoire d'Aggius, en italien : chiesa di Santa Vittoria, est l'église paroissiale d'Aggius en Sardaigne située Via Vecchia, 10.

## Situation
L'église est située à proximité immédiate de l'Église Sainte-Croix d'Aggius.

## Historique
La première église de Santa Vittoria, à cet emplacement, date de 1536.

## Description

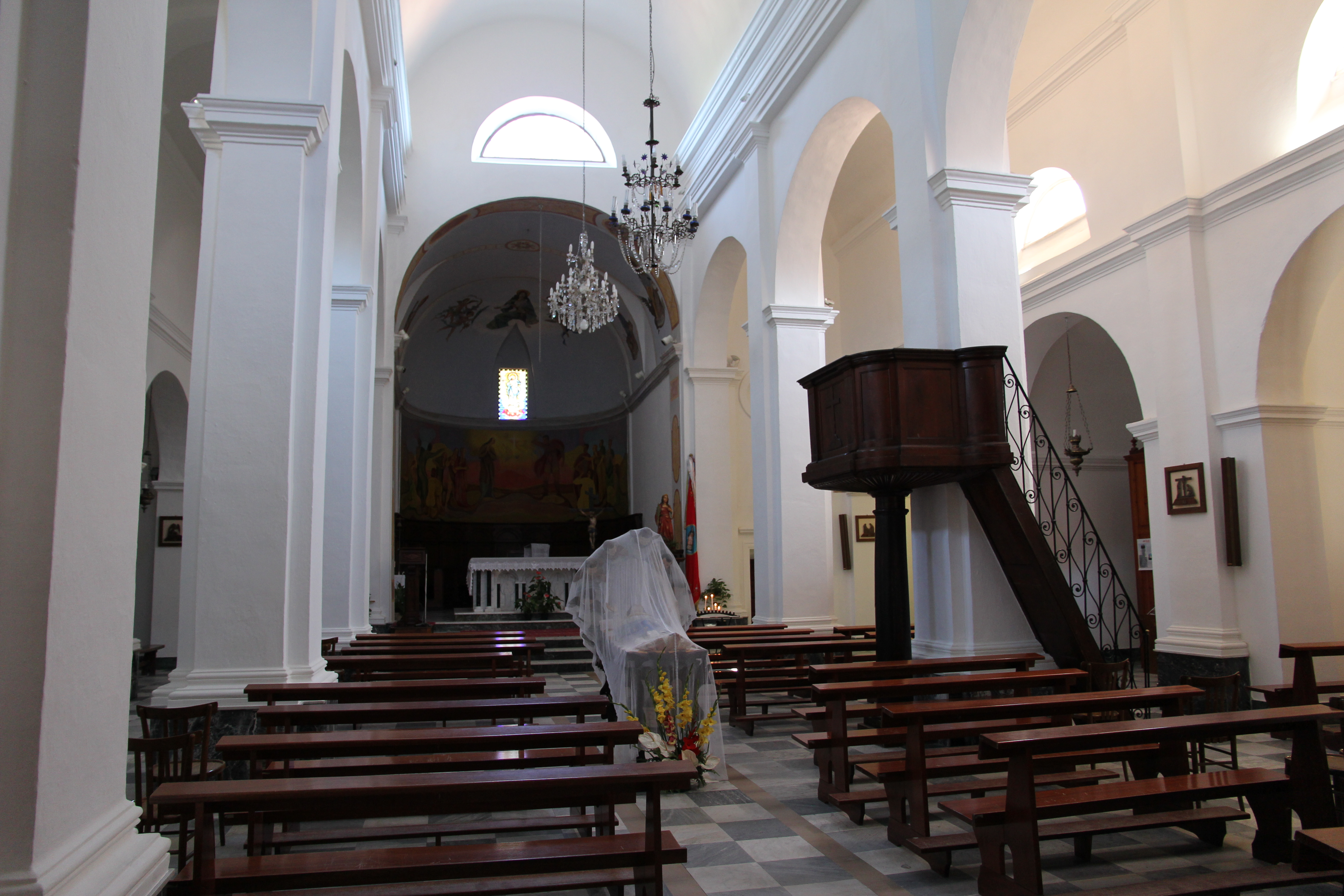
Vue de l'intérieur de Santa Vittoria.

L'église possède un grand portail caractéristique de la Sardaigne. À la gauche de l'église elle-même, se trouve attenant, le campanile (dans lequel se trouve dans l'ouverture au sol les plaques commémoratives des victimes d'Aggius de la Première Guerre mondiale).
L'intérieur est constitué de trois nefs ; quatre chapelles sont disposées sur chacun des deux côtés.

## Biographie
- (en) Tonio Biosa (préf. Francesco Muntuoni), Aggius : An ancient village in Gallura, Olbia, Taphros, août 2005, 48 p. (ISBN 978-88-7432-035-6, présentation en ligne)

- (it) Piero Baltolu, Aggius : La parrocchia di Santa Vittoria, 1985, 312 p.